# Allophyllum
Allophyllum là một chi thực vật có hoa trong họ Polemoniaceae.

## Loài
Chi Allophyllum gồm các loài: